# Tory Dent
Tory Dent, eigentlich: Victorine Dent, (* 1. Januar 1958 in Wilmington, Delaware; † 30. Dezember 2005 in East Village, New York) war eine US-amerikanische Dichterin, Schriftstellerin und Kunstkritikerin. Im Alter von 30 Jahren wurde ihr die Diagnose "HIV-positiv" gestellt. Mit der Sichtweise der diagnostizierten Krankheit schrieb Tory Dent drei vielbeachtete Werke.
Sie starb an den Folgen ihrer AIDS-Erkrankung.

## Werke
- What Silence Equals, Persea Books 1993, ISBN 0-89255-196-8
- HIV Mon Amour, Sheep Meadow Press 1999, ISBN 1-878818-81-3
- Black Milk, Sheep Meadow Press 2005, ISBN 1-931357-26-9